# Aaron Rome
Aaron Rome (* 27. September 1983 in Selkirk, Manitoba) ist ein ehemaliger kanadischer Eishockeyspieler und derzeitiger -trainer. In seiner von 2004 bis 2014 andauernden aktiven Profikarriere absolvierte der Verteidiger 226 Spiele in der National Hockey League sowie 335 Einsätze in der American Hockey League.

## Karriere

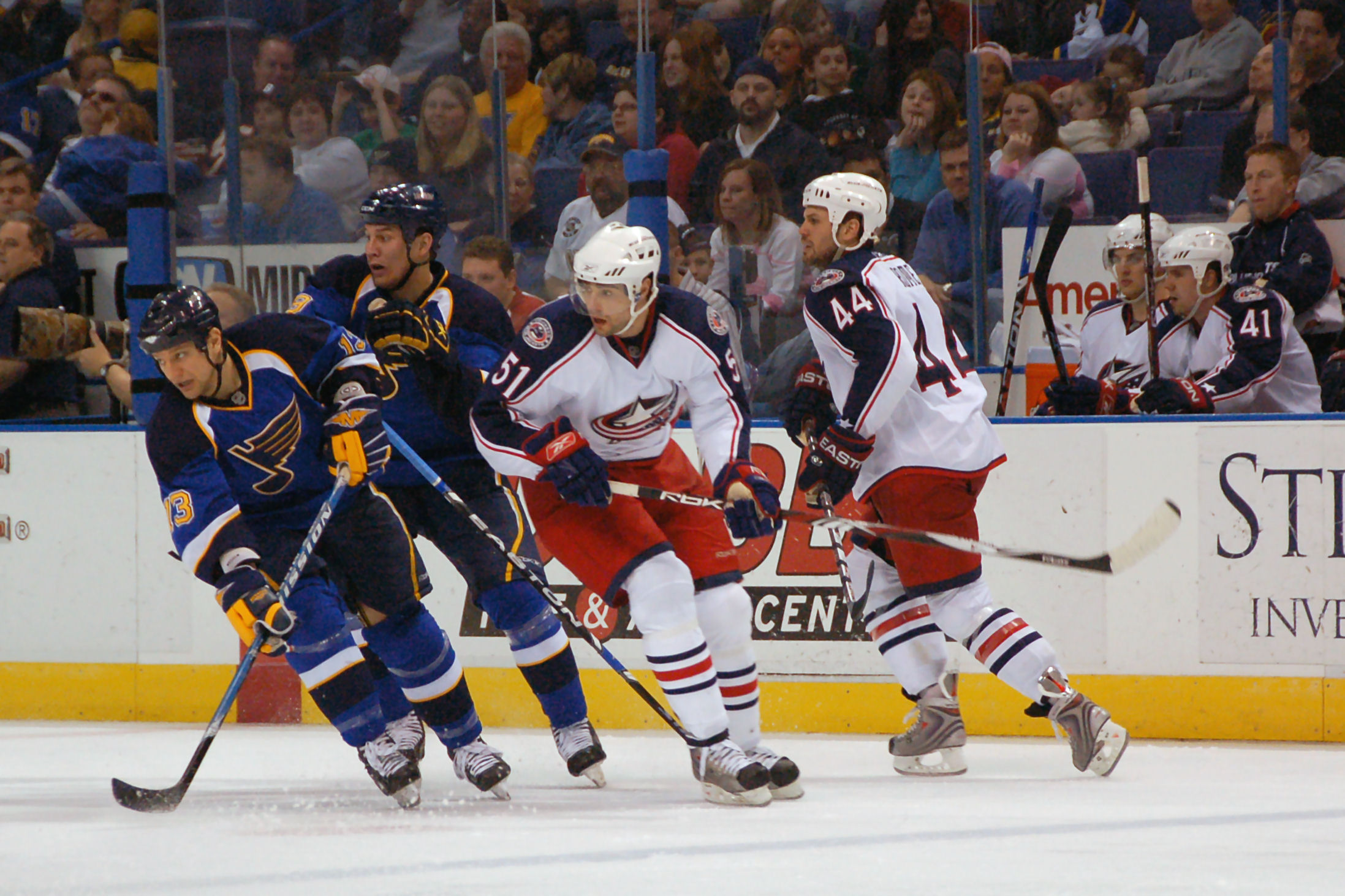
Aaron Rome (rechts, #44) während eines Spiels der Columbus Blue Jackets gegen die St. Louis Blues

Der 1,85 m große Verteidiger begann seine Karriere bei verschiedenen Teams in der kanadischen Juniorenliga WHL, bevor er beim NHL Entry Draft 2002 als 104. in der vierten Runde von den Los Angeles Kings ausgewählt wurde. Da die Kings Aaron Rome nicht innerhalb von zwei Jahren nach dem Draftjahr einen Vertrag unterbreiteten, verloren sie die Verhandlungsrechte an dem Spieler. Daraufhin unterschrieb Rome am 7. Juni 2004 als Free Agent einen Kontrakt bei den Mighty Ducks of Anaheim, die ihn zunächst bei den Farmteams Cincinnati Mighty Ducks und Portland Pirates in der American Hockey League (AHL) einsetzten.
Gegen Ende der Saison 2006/07 wurde der Abwehrspieler erstmals in den Kader des inzwischen in Anaheim Ducks umbenannten NHL-Franchises berufen. Zwar gewann er mit den Ducks in derselben Saison den Stanley Cup, die nordamerikanische Eishockeymeisterschaft, da er jedoch kein Spiel in der Finalserie und lediglich ein Spiel in der regulären Saison absolvierte, wurde sein Name nach den Regeln der Liga nicht auf den Pokal eingraviert. Nötig für die Gravur des eigenen Namens sind entweder 41 Spiele in der Saison oder ein Spiel in den Stanley Cup Playoffs selbst.
Am 15. November 2007 wurde Aaron Rome zusammen mit Clay Wilson im Tausch gegen Geoff Platt zu den Columbus Blue Jackets transferiert, von denen er meist bei den Syracuse Crunch in der AHL eingesetzt wurde. Am 1. Juli 2009 unterzeichnete Rome als Free Agent einen Kontrakt bei den Vancouver Canucks, mit denen der Verteidiger in der Saison 2010/11 die Finalserie um den Stanley Cup erreichte.
Nach zwei Jahren bei den Dallas Stars wurde er im Juni 2014 entlassen, um die Gehaltsobergrenze (salary cap) nicht zu überschreiten. Fortan galt er als unrestricted free agent, bis er im November 2014 von den Norfolk Admirals aus der AHL auf Probe verpflichtet wurde (professional tryout contract). Dort wurde er allerdings nach zwei Spielen entlassen, was in der Folge das Ende seiner aktiven Karriere bedeutete.
In der Saison 2016/17 fungierte Rome als Assistenztrainer bei den Brandon Wheat Kings aus der WHL.

## Erfolge und Auszeichnungen
- 2002 Teilnahme am CHL Top Prospects Game
- 2004 WHL East Second All-Star-Team

## Karrierestatistik
(Legende zur Spielerstatistik: Sp oder GP = absolvierte Spiele; T oder G = erzielte Tore; V oder A = erzielte Assists; Pkt oder Pts = erzielte Scorerpunkte; SM oder PIM = erhaltene Strafminuten; +/− = Plus/Minus-Bilanz; PP = erzielte Überzahltore; SH = erzielte Unterzahltore; GW = erzielte Siegtore; 1 Play-downs/Relegation; Kursiv: Statistik nicht vollständig)

## Familie
Seine Brüder Ashton Rome, Reagan Rome und Ryan Rome waren ebenfalls professionelle Eishockeyspieler.